# Maintien de l'Église d'Angleterre

Armoiries de l'archevêché de Canterbury, régissant l'Église d'Angleterre

Le maintien de l'Église d'Angleterre, (en anglais : antidisestablishmentarianism) est une position politique favorable au maintien du statut officiel de l'Église anglicane comme religion d'État en Angleterre. Cette position politique préconise qu'une Église d'État («l'Église établie») devrait continuer à recevoir le patronage du gouvernement, plutôt que d'être dissoute.
Au XIXe siècle, en Grande-Bretagne, elle s'est développée en tant que mouvement politique d'opposition au mouvement de désinstitutionnalisation de l'Église d'Angleterre, c'est-à-dire aux efforts du Parti libéral visant à rétablir ou à supprimer l'Église d'Angleterre en tant qu'Église d'État officielle en Angleterre, en Irlande et au Pays de Galles. Le statut de l'Église a été maintenu en Angleterre, mais en Irlande, l'Église anglicane d'Irlande a été dissoute en 1871.  
Au Pays de Galles, quatre diocèses de l'Église d'Angleterre ont été dissous en 1920 et sont devenus l'Église du Pays de Galles. La position du maintien de l'Église d'Angleterre a été privilégiée par les nationalistes chrétiens.
Le terme n'est plus guère utilisé de nos jours, bien que le sujet soit toujours d'actualité. Par exemple, en novembre 2012, le tollé provoqué par le refus de l'Église d'Angleterre d'ordonner des femmes comme évêques a incité la Chambre des communes à chercher à introduire cette mesure à l'échelle de l'État, démontrant ainsi essentiellement une volonté de la chambre basse de maintenir l'Église anglicane comme Église officielle, car les hommes politiques britanniques voulaient pouvoir continuer à s'ingérer dans les affaires internes de l'Église anglicane.
Le mot "antidisestablishmentarianism" est aussi fréquemment noté comme l'un des plus longs mots non scientifiques de la langue anglaise, avec le mot  "floccinaucinihilipilification".

## Histoire
La question du démantèlement de l'Église d'Angleterre est une question récurrente, souvent liée à la position du monarque britannique en tant que "gouverneur suprême" de l'Église (voir Acte d'Établissement de 1701).
Le philosophe britannique Phillip Blond, partisan de la position favorable au maintien de l'Église d'Angleterre, a affirmé ouvertement que le fait que l'Angleterre ait une église d'État a empêché le pays d'embrasser toute sorte de nationalisme ethnique ou racial. M. Blond a déclaré que le patronage officiel de l'Église d'Angleterre a permis au pays de résister et de s'élever contre les idéologies totalitaires du XXe siècle qui sévissaient dans d'autres parties du monde.
Il a précisé que "de même que nous avons besoin de l'église pour protéger le politique, nous avons besoin d'elle pour protéger l'idée de société civile".
Blond conclut que "l'établissement de l'église anglicane en Angleterre crée une vie politique et sociale plus diversifiée, prévient l'extrémisme religieux et contribue à minimiser les conflits partisans et la violence séculaire."
Giles Coren, un écrivain britannique, soutient le courant du maintien car il permet à tous les Anglais de recevoir des rites significatifs tels que le mariage,.
En 1997, le professeur Jed Rubenfeld de la faculté de droit de Yale a invoqué la position du maintien de l'Église d'Angleterre comme Église d'État dans un argument selon lequel la loi de 1993 sur la restauration de la liberté religieuse (RFRA) aux États-Unis était inconstitutionnelle.